# Недрібноклітинний рак легень
Недрібноклітинний рак легень (НДРЛ, non-small-cell lung cancer, NSCLC) — це найпоширеніший тип раку легень, що становить близько 85% усіх випадків раку легень .

## Типи НДРЛ
Існує три основні підтипи НДРЛ:
1. Аденокарцинома: Найпоширеніший тип, часто виникає у зовнішніх частинах легень.
2. Плоскоклітинна карцинома: Починається у плоских клітинах, що вистилають дихальні шляхи.
3. Великоклітинна карцинома: Менш поширений тип, може з'являтися у будь-якій частині легень.

## Симптоми
Основні симптоми НДРЛ включають:
- Постійний кашель
- Задишка
- Біль у грудях
- Втома
- Втрата ваги
- Кровохаркання

Однак деякі пацієнти можуть не мати симптомів, особливо на ранніх стадіях.

## Діагностика
Методи діагностики НДРЛ включають:
- Візуалізаційні дослідження (рентген грудної клітки, КТ, ПЕТ)
- Біопсію для дослідження тканин легень
- Генетичне тестування для виявлення специфічних біомаркерів

## Лікування
Варіанти лікування НДРЛ залежать від стадії раку та загального стану здоров'я пацієнта:
1. Хірургічне втручання: Видалення пухлини на ранніх стадіях.
2. Променева терапія: Використання високоенергетичного випромінювання.
3. Хіміотерапія: Застосування протиракових препаратів.
4. Таргетна терапія: Препарати, що діють на специфічні генетичні мутації.
5. Імунотерапія: Стимулювання імунної системи для боротьби з раком.

## Прогноз
П'ятирічна відносна виживаність при НДРЛ становить близько 25%. Однак прогноз значно залежить від стадії захворювання на момент діагностики та індивідуальних факторів пацієнта.

## Відмінності від дрібноклітинного раку легені
НДРЛ та дрібноклітинний рак легень (ДРЛ) мають кілька ключових відмінностей:

### Поширеність
- НДРЛ є найпоширенішим типом, становлячи близько 85% усіх випадків раку легень [5][6].
- ДРЛ зустрічається рідше, складаючи приблизно 10-15% випадків [7].

### Швидкість росту та агресивність
- НДРЛ зазвичай росте повільніше та є менш агресивним [8][9].
- ДРЛ характеризується швидким ростом, агресивною природою та схильністю до раннього метастазування [5][8].

### Клітинна структура
- Клітини НДРЛ більші за розміром при мікроскопічному дослідженні [6].
- Клітини ДРЛ виглядають маленькими та круглими під мікроскопом [5][9].

### Підтипи
- НДРЛ має три основні підтипи: аденокарцинома, плоскоклітинна карцинома та великоклітинна карцинома [5][6].
- ДРЛ має менше підтипів і часто класифікується як дрібноклітинна карцинома [9].

### Лікування
- Для НДРЛ на ранніх стадіях часто застосовують хірургічне втручання, а також можуть використовувати променеву терапію, хіміотерапію та таргетну терапію [10][11].
- При ДРЛ основним методом лікування є хіміотерапія, часто в комбінації з променевою терапією [9][10].

### Прогноз
- НДРЛ зазвичай має кращий прогноз через повільніший ріст та більшу ймовірність виявлення на ранніх стадіях [5].
- ДРЛ має гірший прогноз через швидкий ріст та раннє метастазування [10].

Розуміння цих відмінностей є критично важливим для правильної діагностики та вибору оптимальної стратегії лікування раку легень.Citations:
1. ↑  Non-small cell lung cancer - Symptoms, diagnosis and treatment | BMJ Best Practice US. bestpractice.bmj.com. Процитовано 19 грудня 2024.
2. ↑  Non-Small Cell Lung Cancer: NSCLC Symptoms, Staging & Prognosis. City of Hope (англ.). 14 квітня 2021. Процитовано 19 грудня 2024.
3. ↑  Molina, Julian R.; Yang, Ping; Cassivi, Stephen D.; Schild, Steven E.; Adjei, Alex A. (2008-05). Non-Small Cell Lung Cancer: Epidemiology, Risk Factors, Treatment, and Survivorship. Mayo Clinic Proceedings (англ.). Т. 83, № 5. с. 584—594. doi:10.4065/83.5.584. ISSN 0025-6196. Процитовано 19 грудня 2024.
4. ↑  Clark, Shane B.; Alsubait, Saud (2024). Non–Small Cell Lung Cancer. StatPearls. Treasure Island (FL): StatPearls Publishing. PMID 32965978.
5. 1 2 3 4 5  www.americanoncology.com https://www.americanoncology.com/blogs/understanding-non-small-cell-vs-small-cell-lung-cancer. Процитовано 19 грудня 2024. {{cite web}}: Пропущений або порожній |title= (довідка)
6. 1 2 3  Non-Small Cell Lung Cancer (NSCLC): Causes, Symptoms & Treatment. Cleveland Clinic (англ.). Процитовано 19 грудня 2024.
7. ↑  Small and Non-Small Cell Lung Cancer: What's the Difference? | Phelps Health. phelpshealth.org. Процитовано 19 грудня 2024.
8. 1 2  Small-cell vs. non-small cell lung cancer. www.medicalnewstoday.com (англ.). 5 вересня 2019. Процитовано 19 грудня 2024.
9. 1 2 3 4  Gul, Sinan (21 лютого 2022). Differences Between Small Cell and Non-Small Cell Lung Cancer?. Massive Bio (амер.). Процитовано 19 грудня 2024.
10. 1 2 3  Robinson, Kara Mayer. Small-Cell and Non-Small-Cell Lung Cancer: What’s the Difference?. WebMD (англ.). Процитовано 19 грудня 2024.
11. ↑  Ciupka, NFCR Writer Brittany (4 листопада 2020). SCLC vs. NSCLC: What's the Difference? | NFCR Lung Cancer. NFCR (амер.). Процитовано 19 грудня 2024.